# Урочище Парагильмен
Урочище Парагильме́н (укр. Урочище Парагільмен, крымскотат. Paragilmen ayırığı, Парагильмен айырыгъы) — ботанический заказник местного значения, расположенный на территории городского округа Алушта (Крым). Создан 11 ноября 1979 года. Площадь — 225 га. Землепользователь — Министерство экологии и природных ресурсов Республики Крым и государственное автономное учреждение Республики Крым «Алуштинское лесоохотничье хозяйство».

## История
Заказник создан Решением исполнительного комитета Крымского областного Совета народных депутатов от 11.11.1979 № 617 «Об организации заказников дикорастущих лекарственных растений».
Является государственным природным заказником регионального значения, согласно Распоряжению Совета министров Республики Крым от 05.02.2015 № 69-р «Об утверждении Перечня особо охраняемых природных территорий регионального значения Республики Крым».

## Описание
Заказник создан с целью сохранения, возобновления и рационального использования типичных и уникальных природных комплексов: ценного флористического комплекса. На территории заказника запрещается или ограничивается любая деятельность, если она противоречит целям его создания или причиняет вред природным комплексам и их компонентам.
Заказник расположен на Южном берегу Крыма между массивом Бабуган-Яйла и горой Парагильмен (857,2 м), что северо-западнее села Малый Маяк — на территории Запрудненского лесничества (кварталы 8, 10, 11, 13). Западнее примыкает Крымский природный заповедник, восточнее — памятник природы регионального значения Гора-отторженец Парагильмен.
Ближайший населённый пункт — село Малый Маяк, город — Алушта.

## Природа
Природа заказника представлена лесом (доминирование дуба с буком, грабом, сосной) с участием тиса ягодного (Taxus baccata), можжевельника высокого (Juniperus excelsa Bieb.), иглицы подъязычной (Ruscus hypoglossum L.), эремуруса замечательного (Eremurus spectabilis Bieb.) и смолёвки яйлинской (Silene jailensis N.I. Rubtzov). В заказнике насчитывается 10 краснокнижных видов растений